# Podział administracyjny województwa kujawsko-pomorskiego
Strona ta przedstawia podział administracyjny województwa kujawsko-pomorskiego

## Powiaty
gminy miejskie (tylko miasto) są oznaczone dwiema gwiazdkami (**) (np. Bydgoszcz),

gminy miejsko-wiejskie (miasto i gmina) są oznaczone jedną gwiazdką (*) (np. Świecie + gmina Świecie),

gminy wiejskie (tylko gmina) nie są oznaczone (np. gmina Grudziądz lub gmina Inowrocław).
- Miasto na prawach powiatu
  - miasta: Bydgoszcz**, Grudziądz**, Toruń** i Włocławek**.
  - Bydgoszcz jest siedzibą wojewody, a Toruń siedzibą sejmiku wojewódzkiego
- aleksandrowski ⇒ Aleksandrów Kujawski
  - miasta: Aleksandrów Kujawski**, Ciechocinek** i Nieszawa**.
  - gminy: Aleksandrów Kujawski, Bądkowo, Koneck, Raciążek, Waganiec i Zakrzewo.
- brodnicki ⇒ Brodnica
  - miasta: Brodnica**, Górzno* i Jabłonowo Pomorskie*.
  - gminy: Bartniczka, Bobrowo, Brodnica, Brzozie, Górzno*, Jabłonowo Pomorskie*, Osiek, Świedziebnia i Zbiczno.
- bydgoski ⇒ Bydgoszcz
  - miasta: Koronowo* i Solec Kujawski*.
  - gminy: Białe Błota, Dąbrowa Chełmińska, Dobrcz, Koronowo*, Nowa Wieś Wielka, Osielsko, Sicienko i Solec Kujawski*.
- chełmiński ⇒ Chełmno
  - miasto: Chełmno**.
  - gminy: Chełmno, Kijewo Królewskie, Lisewo, Papowo Biskupie, Stolno i Unisław.
- golubsko-dobrzyński ⇒ Golub-Dobrzyń
  - miasta: Golub-Dobrzyń** i Kowalewo Pomorskie*.
  - gminy: Ciechocin, Golub-Dobrzyń, Kowalewo Pomorskie*, Radomin i Zbójno.
- grudziądzki ⇒ Grudziądz
  - miasta: Łasin* i Radzyń Chełmiński*.
  - gminy: Grudziądz, Gruta, Łasin*, Radzyń Chełmiński*, Rogóźno i Świecie nad Osą.
- inowrocławski ⇒ Inowrocław
  - miasta: Inowrocław**, Gniewkowo*, Janikowo*, Kruszwica* i Pakość*.
  - gminy: Dąbrowa Biskupia, Gniewkowo*, Inowrocław, Janikowo*, Kruszwica*, Pakość*, Rojewo i Złotniki Kujawskie.
- lipnowski ⇒ Lipno
  - miasta: Bobrowniki*, Dobrzyń nad Wisłą*, Kikół*, Lipno** i Skępe*.
  - gminy: Bobrowniki*, Chrostkowo, Dobrzyń nad Wisłą*, Kikół*, Lipno, Skępe*, Tłuchowo i Wielgie.
- mogileński ⇒ Mogilno
  - miasta: Mogilno* i Strzelno*.
  - gminy: Dąbrowa, Jeziora Wielkie, Mogilno* i Strzelno*.
- nakielski ⇒ Nakło nad Notecią
  - miasta: Kcynia*, Mrocza*, Nakło nad Notecią* i Szubin*.
  - gminy: Kcynia*, Mrocza*, Nakło nad Notecią*, Sadki i Szubin*.
- radziejowski ⇒ Radziejów
  - miasta: Piotrków Kujawski* i Radziejów**.
  - gminy: Bytoń, Dobre, Osięciny, Piotrków Kujawski*, Radziejów i Topólka.
- rypiński ⇒ Rypin
  - miasto: Rypin**.
  - gminy: Brzuze, Rogowo, Rypin, Skrwilno i Wąpielsk.
- sępoleński ⇒ Sępólno Krajeńskie
  - miasta: Kamień Krajeński*, Sępólno Krajeńskie* i Więcbork*.
  - gminy: Kamień Krajeński*, Sępólno Krajeńskie*, Sośno i Więcbork*.
- świecki ⇒ Świecie
  - miasta: Nowe*, Pruszcz* i Świecie*.
  - gminy: Bukowiec, Dragacz, Drzycim, Jeżewo, Lniano, Nowe*, Osie, Pruszcz*, Świecie*, Świekatowo i Warlubie.
- toruński ⇒ Toruń
  - miasto: Chełmża**.
  - gminy: Chełmża, Czernikowo, Lubicz (s. Lubicz Dolny), Łubianka, Łysomice, Obrowo, Wielka Nieszawka i Zławieś Wielka.
- tucholski ⇒ Tuchola
  - miasto: Tuchola*.
  - gminy: Cekcyn, Gostycyn, Kęsowo, Lubiewo, Śliwice i Tuchola*.
- wąbrzeski ⇒ Wąbrzeźno
  - miasto: Wąbrzeźno**.
  - gminy: Dębowa Łąka, Książki, Płużnica i Ryńsk (s. Wąbrzeźno).
- włocławski ⇒ Włocławek
  - miasta: Brześć Kujawski*, Chodecz*, Izbica Kujawska*, Kowal**, Lubień Kujawski* i Lubraniec*.
  - gminy: Baruchowo, Boniewo, Brześć Kujawski*, Choceń, Chodecz*, Fabianki, Izbica Kujawska*, Kowal, Lubanie, Lubień Kujawski*, Lubraniec* i Włocławek.
- żniński ⇒ Żnin
  - miasta: Gąsawa*, Barcin*, Janowiec Wielkopolski*, Łabiszyn* i Żnin*.
  - gminy: Barcin*, Gąsawa*, Janowiec Wielkopolski*, Łabiszyn*, Rogowo i Żnin*.

## Zmiany od 1 I 1999
- prawa miejskie
  - (1 I 2022): Pruszcz (powiat świecki)
  - (1 I 2024): Bobrowniki (powiat lipnowski)
  - (1 I 2024): Gąsawa (powiat żniński)
  - (1 I 2024): Kikół (powiat lipnowski)

- zmiany granic, legenda (województwa/powiaty/miasta/gminy po lewej zyskały część terytorium, województwa/powiaty/miasta/gminy po prawej straciły część terytorium)
  - granice powiatów
    - (1 I 2008): pow. świecki (gm. Lniano) <> pow. tucholski (gm. Cekcyn)
    - (1 I 2009): m.n.p.p. Bydgoszcz <> pow. bydgoski (gm. Osielsko)
    - (1 I 2013): pow. bydgoski (gm. Osielsko) <> m.n.p.p. Bydgoszcz

  - granice miast i gmin
    - (1 I 2000): (pow. włocławski) gm. Włocławek <> gm. Kowal
    - (1 I 2001): (pow. sępoleński) m. Więcbork <> gm. Więcbork
    - (1 I 2008): (pow. bydgoski) gm. Osielsko <> gm. Koronowo
    - (1 I 2008): (pow. nakielski) m. Mrocza <> gm. Mrocza
    - (1 I 2010): (pow. tucholski) gm. Lubiewo <> gm. Cekcyn
    - (1 I 2013): (pow. sępoleński) m. Sępólno Krajeńskie <> gm. Sępólno Krajeńskie
    - (1 I 2024): (pow. włocławski) m. Lubień Kujawski <> gm. Lubień Kujawski
    - (1 I 2025): (pow. włocławski) m. Lubień Kujawski <> gm. Lubień Kujawski
- siedziby i nazwy miast i gmin
  - (1 I 2005): (pow. brodnicki) gm. Grążawy (s. Grążawy) > gm. Bartniczka (s. Bartniczka)
  - (1 I 2017): (pow. wąbrzeski) gm. Wąbrzeźno (s. Wąbrzeźno) > gm. Ryńsk (s. Wąbrzeźno)